# Ruud Meischke

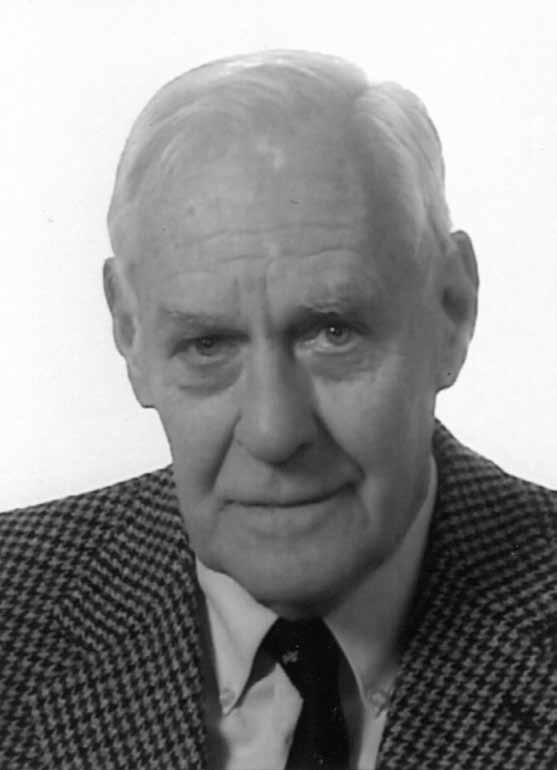

Ruud Meischke (Rotterdam, 13 mei 1923 - Doorn, (Utrechtse Heuvelrug), 23 december 2010) was een Nederlands ingenieur, hoogleraar en monumentenzorger.

## Levensloop
Rudolph (Ruud) Meischke was een zoon van de Rotterdamse architect Coenraad Meischke, die na de Tweede Wereldoorlog de Sint-Laurenskerk in Rotterdam restaureerde. Ruud deed zijn ingenieurs- en architectuurstudies in Delft, en interesseerde zich in de eerste plaats voor de studie van de historische bouwkunst.
In 1953 werd hij de eerste directeur van het nieuwe Gemeentelijk Bureau Monumentenzorg (BMZ) van Amsterdam. Hij werd in 1958 in deze functie opgevolgd door zijn naaste medewerker Henk Zantkuijl terwijl hij zelf een nog groter werkterrein betrad, als directeur restauratie bij de Rijksdienst voor de Monumentenzorg, toen gevestigd in Amersfoort.
Hij was in beide functies een pionier voor het behoud en de restauratie van talrijke historische panden, in een tijd toen ze in grote aantallen dreigden te verdwijnen en gemeentebestuurders in Amsterdam de totale sloping voorstonden van de binnenstad om ze te vervangen door een zakencentrum. Om een andere zienswijze te doen ingang vinden, werkte Meischke nauw samen met Geurt Brinkgreve (1917-2005), de oprichter van de Vereniging Vrienden van de Amsterdamse Binnenstad.
Niet zo gebrand op de steeds toenemende bureaucratische rompslomp, trok Meischke zich in 1972 terug als directeur van de Rijksdienst en wijdde zich voortaan uitsluitend aan wetenschappelijk onderzoek. In 1985 werd hij ook nog deeltijds hoogleraar architectuurgeschiedenis aan de Rijksuniversiteit Leiden. In 1988 ging hij met pensioen.
Hij verdiepte zich, ook na zijn pensionering, in de architectuurgeschiedenis en publiceerde er uitgebreid over. Het onderzoek naar de Nederlandse bouwkunst vormde de leidraad van zijn activiteiten. De zorg voor het gebouwde erfgoed was daarbij onlosmakelijk verbonden met het onderzoek.
Hij bestudeerde meer in het bijzonder drie voorname onderwerpen.
De organisatie van het laatmiddeleeuwse bouwbedrijf.
Hij was geïnteresseerd in de schaalvergroting die het middeleeuwse bouwbedrijf onderging. Er ontstonden grote commerciële bouwfirma's. Zo bestudeerde hij het netwerk van de bouwmeestersfamilie Keldermans.
De architectuur van de grote instellingen van sociale zorg.
Hij bestudeerde de Amsterdamse weeshuizen en gelijkaardige sociale instellingen. Hij publiceerde studies over het Amsterdamse Burgerweeshuis (1975) en over het Maagdenhuis (1980).
De geschiedenis van het Nederlandse woonhuis.
Het onderzoek naar de geschiedenis van het woonhuis hing samen met het praktische werk van renovatie van de gebouwen in de historische binnenstad. Samen met Zantkuijl was hij de promotor van de 'bouwgeschiedenis' van de huizen, waarin niet de geschriften maar het gebouw zelf zijn geschiedenis onthulde. De bakstenen van verschillende soorten en formaten, het metselwerk, de houtstructuren, de dakkapconstructies, de woonhuistypes, werden in hun aanwending en hun evolutie geanalyseerd. Van dit alles maakten de beide onderzoekers een eerste synthese in 1969 in Het Nederlands Woonhuis. Hun visie evolueerde en kwam tot nieuwe inzichten die hun weerslag vonden in de vierdelige reeks Huizen in Nederland (1993-2000), uitgegeven door de Vereniging Hendrick de Keyser.

## Andere activiteiten
Meischke was onder meer:
- bestuurslid van de Koninklijke Nederlandse Oudheidkundige Bond,
- redacteur van het Bulletin van de Oudheidkundige Bond,
- bestuurslid van de Vereniging Hendrick de Keyser,
- actieve verspreider van zijn ideeën en bevindingen door lezingen, colleges en vooral publicaties.

## Publicaties
Meischke heeft meer dan 175 wetenschappelijke publicaties op zijn naam. Ze betekenen een aanzienlijke en blijvende inspiratie voor monumentenzorgers, beleidslieden, architecten, restauratiespecialisten en eigenaars.
- Zijn eerste publicatie betrof een medewerking aan het boek door zijn leermeester Mark Daniel Ozinga (1902-1968), De gotische kerkelijke bouwkunst, Rijksdienst voor de Monumentenzorg, Zeist, Uitgeverij Contact, Amsterdam, 1953.
- Het architectonische ontwerp in de Nederlanden gedurende de late middeleeuwen en de zestiende eeuw, in: Bulletin KNOB, 1952.
- Het Nederlandse woonhuis van 1300-1800: vijftig jaar Vereniging Hendrick de Keyser, met reconstructietekeningen door H.J. Zantkuijl, Haarlem, 1969.
- Burgerweeshuis, Den Haag - Zeist, 1975.
- Vlaardingen in vogelvlucht, Vlaardingen, 1976.
- Het R.C. Maagdenhuis, het huizenbezit van deze instelling en het St. Elisabeth-gesticht, Den Haag - Zeist, 1980.
- De schoorsteen binnenshuis en op het dak, inaugurale rede, Leiden, 1986.
- De gothische bouwtraditie. Studies over opdrachtgevers en bouwmeesters in de Nederlanden, Bekking, Amersfoort, 1988. ISBN 9061091977.
- Het stille einde van een bruisende restauratieperiode, in: Jaarboek Monumentenzorg 1995. Monumenten en oorlogstijd, 1995.
- Huizen in Nederland. Architectuurhistorische verkenningen aan de hand van het huizenbezit van de Vereniging Hendrick de Keyser, Waanders, Zwolle, Deel I, 1993 - Deel II, 1995 - Deel III, 1997 - Deel IV, 2000.

## Eerbetoon
- Eredoctoraat aan de Universiteit Utrecht
- Lid van de Koninklijke Nederlandse Akademie van Wetenschappen